# 834
El 834 (DCCCXXXIV) fou un any comú començat en dijous del calendari julià.

## Esdeveniments
- Lluís I el Pietós concedeix a Sunifred els comtats d'Urgell i Cerdanya.[1]